# Dipartimento del Lamone
Il dipartimento del Lamone fu un dipartimento della Repubblica Cispadana e della Repubblica Cisalpina, dal 1797 al 1798.
Prese il nome dal Lamone, il fiume che bagna la città di Faenza, che ne fu anche il capoluogo.

## Dalla creazione allo scioglimento
Il dipartimento fu creato all'indomani dell'occupazione della Romagna da parte dell'esercito napoleonico (febbraio 1797).

L'ex Legazione pontificia di Romagna fu divisa in due Dipartimenti: quello del Rubicone, con sede a Rimini, e quello del Lamone, con sede a Faenza.
Nei dipartimenti venne applicata la legge della Costituzione francese.

Il dipartimento del Lamone comprendeva inizialmente il solo distretto di Faenza.
Non ne faceva parte Castel Bolognese, assegnato al dipartimento del Reno. Invece comprendeva Forlì, nonostante il fatto che, dal 18 aprile 1797 la città fosse sede dell'amministrazione delle tre ex Legazioni di Bologna, Ferrara e Romagna.
Con la nascita della Repubblica Cisalpina, Faenza inglobò nel suo territorio la parte nord del dipartimento del Savio (cioè il Ravennate) e il dipartimento del Santerno, con il capoluogo Imola (decreto 27 luglio 1797). Con le nuove acquisizioni, i confini del Dipartimento divennero: verso Cesena il Ronco; verso Bologna il Sillaro; poi lo spartiacque Appenninico e il mare Adriatico.
Il dipartimento del Lamone ebbe vita breve: il 5 settembre 1798 venne smembrato: tutti i comuni ad est del fiume Senio furono aggregati al dipartimento del Rubicone, con capoluogo Forlì. Tutti i comuni ad ovest del fiume furono annessi al dipartimento del Reno, con capoluogo Bologna.

## Eventi successivi
- 1799: Insorgenze antigiacobine. La Repubblica Cisalpina venne occupata dagli Austriaci. L'ordinamento amministrativo napoleonico fu soppresso.
- 1800: vittoria di Marengo. Fu rifondata la Repubblica Cisalpina.
- 1802: fu creata la Repubblica Italiana che attivò le prefetture.
- 1813: Napoleone perde la Campagna di Russia. L'Austria ne approfitta invadendo l'Italia. L'8 dicembre occupa Ravenna, poi il resto della Romagna, abolendo le prefetture e sostituendole con delegati di governo (in realtà uomini dell'esercito).
- aprile-maggio 1814: Gioacchino Murat, re delle due Sicilie, si erge a liberatore dell'Italia. Caccia gli austriaci e ripristina in Romagna le prefetture.
- maggio 1814 - marzo 1815: durante l'esilio di Napoleone all'isola d'Elba Murat si ritira a Napoli. Gli austriaci riprendono il sopravvento e aboliscono nuovamente le prefetture.
- 1815: il 9 giugno, al Congresso di Vienna, le potenze europee stabiliscono la restituzione al papa dei suoi possedimenti. Faenza, Ravenna e Imola vengono riaggregate nella Legazione di Ravenna.

## Distretti
1. Distretto di Meldola[2]
2. Distretto di Predappio
3. Comune di Forlì
4. Distretto di Forlì
5. Comune di Ravenna
6. Distretto di Ravenna
7. Distretto di Russi
8. Comune di Bagnacavallo
9. Comune di Primaro Leonino
10. Comune di Fusignano
11. Distretto di Buonacquisto (Conselice)
12. Comune di Massa Lombarda
13. Comune di Lugo
14. Comune di Cotignola
15. Comune di Faenza
16. Distretto di Bagnara
17. Comune di Castel Bolognese
18. Comune di Riolo
19. Comune di Imola
20. Distretto di Imola
21. Comune di Dozza
22. Distretto di Fusignano
23. Distretto di Castel del Rio
24. Comune di Casola
25. Comune di Brisighella